# Mohsen Forouzan
Mohsen Forouzan (perzsául: محسن فروزان; Rast, 1988. május 3. –) iráni válogatott labdarúgó, az élvonalbeli Esteghlal kapusa.

## Pályafutása

### A válogatottban
2012 és 2015 között három alkalommal szerepelt az iráni válogatottban. Tagja volt a 2015-ös Ázsia-kupa negyeddöntős iráni csapatnak.